# Російська партія життя
«Російська партія життя (РПЖ)» — лівоцентристська політична партія, що існувала в Росії в 2002—2006 роках під керівництвом Голови Ради Федерації ФЗ РФ (третьої особи в державі) Сергія Миронова. Створена 29 червня 2002 року. В жовтні 2006 року партія саморозпустилась, створивши нову об'єднану партію «Справедлива Росія».